# Tomàs Camacho Molina
Tomàs Camacho i Molina (Ponferrada, 3 d'octubre del 1960) és escriptor i professor.
Tot i nàixer en terres castellanes, emigraria amb sa família a l'edat de sis anys. Va arribar a Catalunya, on finalment s'establí a Manlleu. Es va llicenciar en Geografia i Historia a Tarragona i va cursar estudis de magisteri, especialitzant-se en llengua anglesa. Va impartir classes de llengua i literatura castellanes a l'Institut Sòl-de-Riu d'Alcanar (Montsià), població on resideix des del 1992 fins a la seua jubilació, l'octubre del 2020.
Dinamitzador cultural i literari de les Terres de l'Ebre, és membre de la Junta Coordinadora del Moviment de Mestres per la Renovació Pedagògica de les Terres de l'Ebre, del Comitè organitzador de la 2a Jornada de Coordinació Primària; del Comitè organitzador del II Congrés d'Història d'Alcanar; del col·lectiu poètic Mediona 15 de Tarragona; del Consell Editorial de “Los Cuadernos de la Perra Gorda” i del Grup de Teatre Gresol d'Alcanar, entre d'altres. És el responsable i impulsor de la Mostra de poesia d'Alcanar, que treu a la llum any rere any una destacada antologia poètica dels participants.
Com a poeta, ha rebut diferents premis: EPA “LLIBERTAT” de Vinaròs (1993), Premi de Poesia “Agrupació de Joves de les Cases del Mar”(1993), 2n Premi Internacional de Poesia “Gabriel Celaya” de Torredonjimeno (Jaén) (1996), 2n Concurs Taula del Sènia de poesia (2008), i el 2n Premi de Poesia “Sant Jordi” de Santa Bàrbara.
El novembre del 2015 la seva obra es va incloure a la Ruta Literària d'autors contemporanis de Manlleu. A l'octubre del 2019 va rebre el Premi del Mèrit de les Lletres Ebrenques a la Biblioteca Sebastià Juan Arbó d'Amposta. El 2020, l'Editorial Petròpolis (amb la qual ha participat) publica Tomàs Camacho Molina. Lo mestre-poeta canareu, una obra coral en què es recull la seva figura i obra.

## Obra[11]
Com a escriptor, ha publicat: 'Poema para inundar de agua un pasadizo de fantasmas (1995), Tons i temps (1999), Els Reguers (amb Adrià Grau Forés, 1999), Ikebanes d'aire (2000), Rotacions (2001), Angels a terra (2001), Nuc 2000. Una mostra d'art postal a Alcanar (2002), K & O: poemes kaoistes (2003), El pez en la chistera (2022)